# Piper praeacutilimbum
Piper praeacutilimbum är en pepparväxtart som beskrevs av C. Dc.. Piper praeacutilimbum ingår i släktet Piper och familjen pepparväxter. Inga underarter finns listade i Catalogue of Life.